# Táncz Menyhért
Táncz Menyhért József, OSPPE (Pápa, Veszprém vm., 1743. február 19. – Pest, 1800. október 7.) pálos szerzetes.

## Életpályája
Táncz János és Knirli Zsuzsanna gyermekeként született. 1760 nyarán lépett be a rendbe, 1761. október 25-én Márianosztrán szerzetesi fogadalmat tett. Pápán bölcseletet, majd teológiát tanult, 1763-tól Sátoraljaújhelyt, majd 1766-tól Pécsett. 1767. június 8-án szentelték pappá. 
1770-től 1773-ig Pesten a tartományfőnök másodtitkára, 1773-tól 1775-ig filológiát tanított Pápán s egyben az iskola elöljárója is volt; 1777-től 1779-ig Pécsett theologia moralist és egyházjogot oktatott, 1780-ben Pesten a rendtartomány titkárává nevezték ki, 1780-tól 1782-ig Nagyszombatban morálist és egyházjogot tanított. Szerzetesi életének utolsó részét a pesti kolostorban töltötte és Gindl Gáspár provinciális maga mellé vette titkárnak. 
A szerzetet 1786. február 7-én eltörlő rendelet értelmében 1786. augusztus 20-ig Pesten maradt a kolostorban és élt a naponként kijáró 40 koronányi fizetéséből. Augusztus 20-án el kellett hagynia a kolostort előbb 190 forint, 1787. júniusától 300 forint nyugdíjjal. További életéről nincsen tudomásunk.
A Régi Magyar Könyvtár II. kötetében Bayer József öt pálos drámát ismertet, melyeket Táncz másolt le, az öt közül a leggyengébbet (József cz., József és Putifárné történetét) Táncz pálos teológus 1765-ben Sátoraljaújhelyben írta.